# Station Shipton
Shipton is een spoorwegstation van National Rail in Shipton-under-Wychwood, West Oxfordshire in Engeland. Het station is eigendom van Network Rail en wordt beheerd door Great Western Railway. Het station is geopend in 1853.